# Babooska
Pour plus de détails, voir Fiche technique et Distribution.
Babooska est un film italo-autrichien réalisé par Tizza Covi et Rainer Frimmel, sorti en 2006.

## Fiche technique
- Titre : Babooska
- Réalisation :  Tizza Covi et Rainer Frimmel
- Scénario : Tizza Covi et Rainer Frimmel
- Photographie : Rainer Frimmel
- Son : Christoph Amann
- Montage : Tizza Covi
- Production : Vento Film
- Pays de production :  Italie -  Autriche
- Genre : documentaire
- Durée : 100 minutes
- Dates de sortie : 
  - France : mai 2006 (Festival de Cannes)
  - Pays-Bas : 7 décembre 2006[1]

## Distinctions

### Récompenses
- Prix international de la SCAM au festival Cinéma du réel 2006
- Prix Wolfgang Staudte au festival de Berlin 2006

### Sélections
- Festival de Cannes 2006 (programmation de l'ACID)[2]
- Festival international du cinéma indépendant de Buenos Aires 2010